# Dolina Starorobociańska
Dolina Starorobociańska někdy též Dolina Starej Roboty je největší orografické pravé oddělení, Doliny Chochołowské v polských Západních Tatrách.

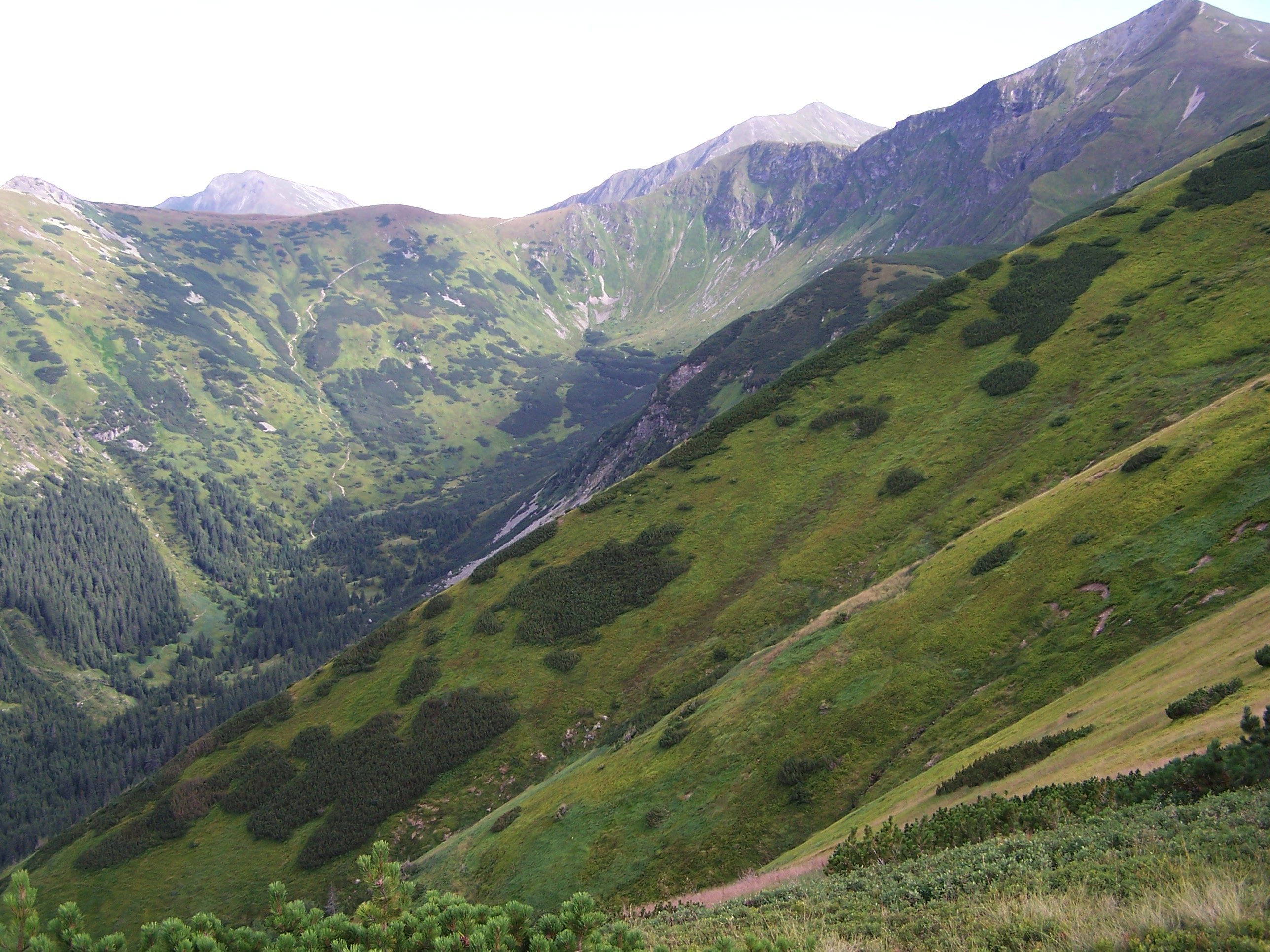
Horní část doliny

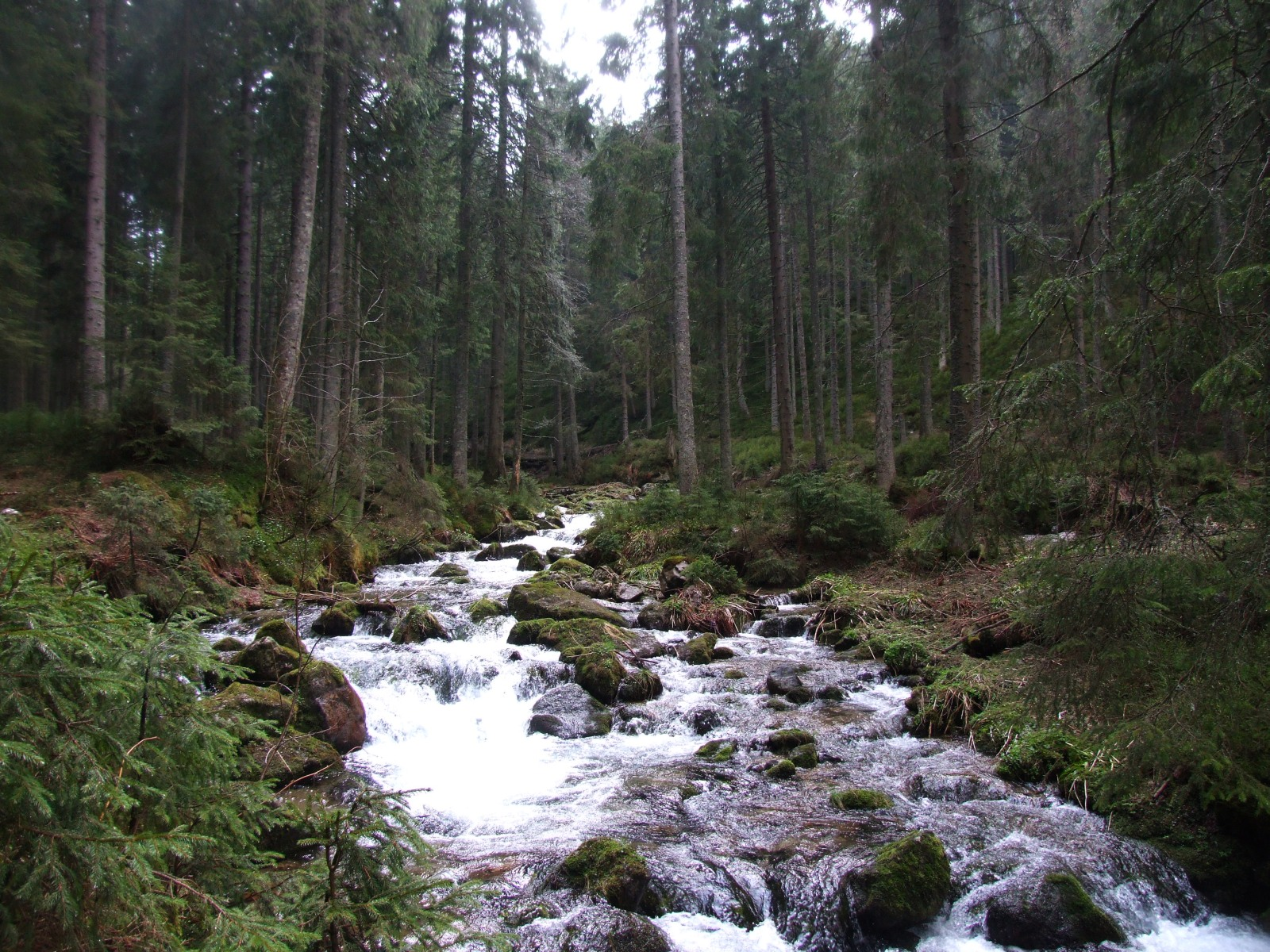
Starorobociański Potok

## Poloha
Dolina začíná ve výšce (1035 m n. m.) při vtoku Starorobociańského Potoka do Chochołowského Potoka. V horní části končí pod na hlavní hřeben od Končistej ( polsky Kończysty Wierch po Sivú vežu ( polsky Siwy Zwornik Po dně doliny protéká Starorobociańský potok. Dolina má jedno oddělení - Dolinu Iwaniackú. Do systému Doliny Starorobociańskej patří také ledovcový kotel Dudowa Kotlina s plesy Dudowe Stawki. Ze strmě spadajících stěn Dudowych Turni na západních úbočích doliny se svažuje žlab Wielka Szczerba přes který protéká vodopád odvodňující Dudowe Stawki. Dolinu vytvořil ledovec.

## Historie
Název doliny pochází od "Staré Roboty - starého díla", hornické činnosti v dávno opuštěných štolách v Banistom Žlebie, na úbočích hory Ornaku, kde se dolovalo již v roce 1520 a možná i dříve. Byl to jedna z nejstarších dolů v Polsku. Po hornících, kteří zde dolovali antimonito - měděné rudy s příměsí stříbra (80 g v 100 kg rudy), zde zůstaly zavalené štoly a haldy vytěžené rudy.
Při vstupu do doliny byla postavena Lesovna, kterou v roce 1911 přestavěli na chatu. Nocovali v ní zejména lyžaři. V roce 1930 ji zbourali. V horní části doliny na Starorobociańskiej rowni v roce 1938 vybudovali malou soukromou chatku. Během druhé světové války v ní nocovali polští partyzáni. Po válce se zde ukrývali příslušníci skupiny "Požiar", která bojovala proti novému komunistickému režimu. Dne 7. prosince 1946 skupinu, kterou vedl Jan Kolas, přepadly bezpečnostní a vojenské jednotky tehdejšího režimu. Během boje 12 lidí zemřelo, sedm bylo zatčeno, zbytek utekl. Chata po boji shořela. V údolí se v minulosti pásli ovce.

## Příroda
Během mnoha let vypásaní doliny byla zde ve velké míře zničena kosodřevina. V zimě z úbočí Ornaku, které jsou většinou porostlé trávou, padají laviny. V údolí se často objevují medvědi. Roste zde v Polsku málo se vyskytující psineček alpský (Agrostis alpina Scop. ).

## Turistika
- - z Doliny Chochołowské prochází přes Iwaniacku Przełęcz k chatě na Hali Ornak.
  - Čas túry: 2:20 h, zpět 2:25 h
- Turistická značka černá - z Doliny Chochołowské, začátek při lesovni a potom po celé údolí přes Starorobociańsku polanu a Starorobociańsku Rówień až na Sivé sedlo.
  - Čas túry: 2:30 h, ↓ 2 h